# 利諾·滕佩爾曼
利諾·滕佩爾曼（德語：Lino Tempelmann；1999年2月2日—）是一位德國足球運動員，在場上的位置是中場。現時被德乙球隊沙尔克04外借至布倫瑞克。

## 生平
利諾·滕佩爾曼曾在家鄉的俱樂部拜仁慕尼黑中接受訓練。

## 來源
1. ↑  . FC Schalke 04. 14 July 2023  [2023-09-23]. （原始内容存档于2023-11-18）.